# Houghton Mifflin
Houghton Mifflin Company è una casa editrice statunitense operante nella pubblicazione di libri didattici, manuali, testi di consultazione, libri di narrativa e saggi.
La società fa parte dello Houghton Mifflin Riverdeep Group.